# Congo ved sommer-OL 2012
Congo deltog ved Sommer-OL 2012 i London som blev arrangeret i perioden 27. juli til 12. august 2012. 

## Medaljer
| 2012 London | Guld | Sølv | Bronze | Total |
| Congo       | 0    | 0    | 0      | 0     |